# デミング賞
デミング賞（デミングしょう、Deming Prize）は、TQM（総合品質管理）の進歩に功績のあった民間の団体および個人に授与されている経済学の賞。日本科学技術連盟により運営されるデミング賞委員会が選考を行っている。アメリカの品質管理の専門家である統計学者W・エドワーズ・デミング博士からの印税の寄付を契機として、デミング博士の業績を記念して1951年に創設されたTQM（総合品質管理）に関する世界最高ランクの賞。

## 概要
委員会の会長には日本経団連の会長が就任している。デミング賞大賞（旧：日本品質管理賞）、デミング賞本賞、デミング賞普及・推進功労賞(海外)、デミング賞（旧：デミング賞実施賞）がある。
過去、デミング賞（旧：デミング賞実施賞）には実施賞、中小企業賞、事業部賞、事業所表彰が存在した。1995年、デミング賞実施賞中小企業賞、同事業部賞という名称を廃止し「実施賞」に一本化。2010年、デミング賞事業所表彰を「実施賞」に一本化し、2012年「デミング賞」に名称変更。
2012年度から「日本品質管理賞」は「デミング賞大賞」に名称変更。

## 受賞者

### デミング賞大賞（旧：日本品質管理賞）
出典：
- 1970年 トヨタ自動車
- 1973年 日本電気株式会社
- 1975年 新日本製鐵株式会社（現：日本製鉄株式会社）
- 1977年  アイシン精機株式会社（現：株式会社アイシン）
- 1980年 トヨタ車体株式会社
- 1981年  株式会社小松製作所
- 1982年  アイシン・ワーナー株式会社（現：株式会社アイシン）
- 1985年  高丘工業株式会社（現：アイシン高丘株式会社）
- 1990年  アイシン精機株式会社（現：株式会社アイシン）
- 1991年  アイシン・エィ・ダブリュ株式会社（現：株式会社アイシン）
- 1992年  アイシン化工株式会社、株式会社竹中工務店
- 1994年  アイシン軽金属株式会社
- 1995年 前田建設工業株式会社
- 1997年  台湾フィリップス株式会社（台湾）
- 2002年 サンデン株式会社、スンダラム・クレイトン株式会社 ブレーキ事業部（インド）
- 2004年  株式会社ジーシー
- 2005年  タイ・アクリリック・ファイバー株式会社（タイ）
- 2006年  株式会社ジーシーデンタルプロダクツ
- 2007年 マヒンドラ アンド マヒンドラ株式会社 農業機械事業部（インド）
- 2011年  ラネ・TRWステアリングシステムズ株式会社 ステアリングギア事業部（インド）
- 2012年 タタ・スチール株式会社（インド）、ラネ（マドラス）株式会社（インド）、ルーカスTVS株式会社（インド）
- 2013年  株式会社メイド－、ラネ・ブレーキ・ライニング（インド）
- 2015年  ナショナル・エンジニアリング・インダストリーズ株式会社（インド）
- 2017年  SCGロジスティクスマネジメント（タイ）
- 2018年  株式会社キャタラー
- 2019年 トヨタ自動車九州株式会社
- 2021年  株式会社オティックス

### デミング賞本賞
出典：
- 1951年 増山元三郎（東京理科大学教授）
- 1952年 水野滋博士を中心とする品質管理推進グループ（水野滋、石川馨、三浦新、後藤正夫ら8人）
- 1953年 北川敏男
- 1954年 西堀栄三郎
- 1958年 茅野健
- 1960年 田口玄一
- 1967年 近藤次郎
- 1978年 赤尾洋二（玉川大学教授、朝日大学大学院経営学研究科教授）
- 1980年 豊田章一郎（トヨタ自動車社長・会長、名誉会長）
- 1981年 唐津一
- 1982年 塩見弘
- 1983年 豊田稔
- 1984年 池澤辰夫
- 1985年 納谷嘉信
- 1986年 河合良一
- 1987年 小林龍一
- 1988年 竹中錬一
- 1989年 久米均（受賞時東京大学教授、現在東京大学名誉教授）
- 1990年 小林庄一郎
- 1991年 鐵健司
- 1992年 根本正夫
- 1993年 鷲尾泰俊（受賞時慶應義塾大学教授、現在慶應義塾大学名誉教授）
- 1994年 米山高範
- 1995年 菅野文友
- 1996年 笹岡健三
- 1997年 狩野紀昭（受賞時東京理科大学教授、現在東京理科大学名誉教授）
- 1998年 細谷克也
- 1999年 小林陽太郎
- 2000年 前田又兵衛
- 2001年 藤田史郎
- 2002年 司馬正次
- 2003年 吉澤正
- 2004年 高橋朗
- 2005年 佐々木元
- 2006年 飯塚悦功（受賞時東京大学教授）
- 2007年 牛久保雅美
- 2008年 坂根正弘
- 2009年 長田洋
- 2010年 圓川隆夫
- 2011年 桜井正光
- 2012年 中尾眞
- 2013年 岩崎日出男
- 2014年 鈴木和幸（受賞時電気通信大学教授、現在電気通信大学名誉教授）
- 2015年 蛇川忠暉
- 2016年 大久保尚武
- 2017年 中條武志（受賞時中央大学教授）
- 2018年 大沼邦彦
- 2019年 永田靖（受賞時早稲田大学教授）
- 2020年 佐々木眞一
- 2021年 椿広計
- 2022年 棟近雅彦

### デミング賞普及・推進功労賞（海外）
出典：
- 2009年 グレゴリー H・ワトソン（フィンランド）
- 2012年 ジャナック・メタ（インド）
- 2014年 カン・トラクルフーン（タイ）
- 2019年 ヴェヌ・スリニヴァサン（インド）
- 2019年 L・ガネシュ（インド）

### デミング賞（旧：デミング賞実施賞）
出典：  ※2012年まではデミング賞実施賞
- 1951年 昭和電工、田辺製薬（現：田辺三菱製薬）、富士製鐵、八幡製鐵
- 1952年 旭化成工業（現：旭化成）、塩野義製薬、武田薬品工業、東洋紡績（現：東洋紡）、日本電気、古河電気工業
- 1953年 川崎製鐵（現：JFEスチール）、信越化学工業、住友金属工業、東京芝浦電気（現：東芝）
- 1954年 東洋ベアリング製造（現：NTN）、東洋レーヨン（現：東レ）、日本曹達
- 1955年 旭硝子、日立製作所、本州製紙
- 1956年 小西六写真工業（現：コニカミノルタ）、東北工作所、富士写真フイルム（現：富士フイルム）、三菱電機
- 1958年 鐘淵化学工業（現：カネカ）、呉羽化学工業（現：クレハ）、日本鋼管（現：JFEスチール）、松下電子工業（現：パナソニック）
- 1960年 旭特殊硝子（現：AGC）、倉毛紡績、日産自動車
- 1961年 帝人、日本電装（現：デンソー）
- 1962年 住友電気工業
- 1963年 日本化薬
- 1964年 小松製作所
- 1965年 トヨタ自動車
- 1966年 関東自動車工業（現：トヨタ自動車東日本）
- 1967年 神鋼鋼線鋼索
- 1968年 ブリヂストンタイヤ（現：ブリヂストン）、ヤンマーディーゼル（現：ヤンマーホールディングス）
- 1970年 トヨタ車体
- 1971年 日野自動車工業（現：日野自動車）
- 1972年 アイシン精機（現：アイシン）
- 1975年 リコー
- 1976年 三協精機製作所（現：ニデックインスツルメンツ）、ぺんてる
- 1977年 アイシン・ワーナー（現：アイシン）
- 1978年 東海理化電機製作所
- 1979年 竹中工務店、積水化学工業、九州日本電気（現：ルネサス セミコンダクタ パッケージ&テスト ソリューションズ）、東北リコー
- 1980年 萱場工業（現：カヤバ）、小松フォークリフト（現：コマツユーティリティ）、高丘工業（現：アイシン高丘）、富士ゼロックス（現：富士フイルムビジネスイノベーション）
- 1982年 鹿島建設、山形日本電気（現：ソニーセミコンダクタマニュファクチャリング山形テクノロジーセンター）、横河ヒューレット・パッカード（現：日本ヒューレット・パッカード）、リズム時計工業（現：リズム）
- 1983年 清水建設、日本製鋼所
- 1984年 関西電力、小松ゼノア、安川電機製作所（現：安川電機）
- 1985年 豊田工機、豊田合成、日本カーボン、日本ゼオン
- 1986年 豊田自動織機製作所（現：豊田自動織機）、間組
- 1987年 アイシン化工、愛知製鋼、ダイヘン、日本電気アイシーマイコンシステム
- 1988年 アイシン軽金属、アスモ、富士鉄工所
- 1989年 アイシン新和、伊藤喜工作所（現：イトーキ）、東陶機器（現：TOTO）、東北日本電気（現：NECプラットフォームズ）、前田建設工業、フロリダ電力(アメリカ)
- 1990年 アイシン豊容（現：アイシン機工）、アマダワシノ（現：アマダマシンツール）、静岡日本電気（現：NECアクセステクニカ）
- 1991年 関西日本電気、不二越、北辰工業、台湾フィリップス(台湾)
- 1992年 愛三工業、ジャトコ（現：ジヤトコ）
- 1993年 NTTデータ通信（現：NTTデータ）
- 1994年 前田製作所、AT&Tパワーシステムズ（アメリカ）
- 1995年 石川島播磨重工業（現：IHI）原子力事業部、エムテックスマツムラ、菊池プレス工業（現：ジーテクト）、東陽精機
- 1996年 アイシン辰栄、安藤電気、コニカ（現：コニカミノルタ）日野生産事業部、日本電気無線電子、富士写真光機（現：フジノン）
- 1997年 アイシン機工、小島プレス工業、東洋ガラス
- 1998年 アイシン・エィ・ダブリュ精密、安藤電気技術サービス、伊藤喜オールスチール、沖縄石油精製、サンデン、フジミ工研、スンダラム・クレイトンブレーキ事業部（インド）
- 1999年 ミヤマ工業
- 2000年 金秀アルミ工業、サンデン物流、サンワテック、ジーシー
- 2001年 サンデンシステムエンジニアリング、スンダラム・ブレーキ・ライニングス（インド）、タイ・アクリリック・ファイバー（タイ）、タイ・カーボン・ブラック（タイ）
- 2002年 ザ・サイアム・セメント（タイ）、TVSモーター（インド）
- 2003年 ジーシーデンタルプロダクツ、ブレークス・インディア鋳造事業部（インド）、マヒンドラ アンド マヒンドラ農業機械事業部（インド）、ラネ・ブレーキ・ライニングス（インド）、ザ・サイアム・リフラクトリー・インダストリー（タイ）、ソナコーヨー・ステアリング・システム（インド）、タイペーパー（タイ）
- 2004年 CCCポリオレフィン（タイ）、インドガルフ・ファーティライザーズ（インド）、ルーカスTVS（インド）、サイアムミツイPTA（タイ）、SRF 合成工業製品事業部（インド）、タイセラミック（タイ）
- 2005年 豊生ブレーキ工業、クリシュナ・マルチ シート事業部（インド）、ラネ・エンジンバルブズ（インド）、ラネ･TRWステアリングシステムズ ステアリングギア事業部（インド）
- 2006年 西澤電機計器製作所、サンデン・インターナショナル(シンガポール)株式会社（シンガポール）、サンデン・インターナショナル(U.S.A)株式会社（アメリカ）
- 2007年 旭インディア硝子自動車ガラス事業部（インド）、ラネ(マドラス)（インド）
- 2008年 タタ・スチール（インド）
- 2009年 新潟ダイヤモンド電子、ザ・サイアム・ホワイト・セメント（タイ）
- 2010年 コロナ製造本部、メイドー、而至歯科(蘇州)有限公司（中国）、ナショナル・エンジニアリング・インダストリーズ（インド）
- 2011年 サンデン・ヴィカス(インディア)株式会社（インド）、CPACルーフタイル（タイ）、ユニマイクロン・テクノロジー・コーポレーション（台湾）
- 2012年 SRF株式会社化学製品事業部（インド）、マヒンドラ アンド マヒンドラ農業機械事業部スワラジ部門（インド）
- 2013年 アドヴィックス、RSBトランスミッション(インド)自動車事業部(ジャムシェドプール工場(ユニット1),プネ工場及びパントナガール工場)（インド）、SCGロジスティクスマネジメント（タイ）、MCシステムズ、小松山推工程機械有限公司（中国）、サンデン店舗システム事業、名北工業
- 2014年 ジーシーアメリカ（アメリカ）、セキソー、マヒンドラ アンド マヒンドラパワーロール事業部（インド）
- 2015年 キャタラー、CPRAM加工食品事業（タイ）、GSユアサ産業電池電源事業部産業電池生産本部
- 2016年 アショック レイランドパントナガール工場（インド）、トヨタ自動車九州、丸和電子化学
- 2017年 アショック レイランドホズールユニットⅡ（インド）、CEAT（インド）
- 2018年 アイホン、インダスタワーズ（インド）、オティックス、海洋王照明科技股份有限公司（中国）、コマツインドネシア（インドネシア）、JSWスチールヴィジャヤナガル製鉄所（インド）、スンダラムファスナーズ（インド）、トヨタホーム、ラネ・NSKステアリングシステムズ（インド）
- 2019年 エルジーイクイップメンツ（インド）、シロキ工業、シーメンスガメサリニューアブルパワーインド製造事業部（インド）、JSWスチールセイラム製鉄所（インド）、ラーセンアンドトゥブロ電動規格製品戦略部門・新製品開発部門（インド）
- 2020年 アート金属工業
- 2021年 トヨタ紡織 刈谷工場およびユニット生技センター
- 2022年 株式会社麻生 飯塚病院、アポロ・タイヤ チェンナイ工場（インド）、科特拉（無錫）汽車環保科技有限公司（中国）

### デミング賞実施賞中小企業賞
出典：  ※1994年まで実施
- 1958年　株式会社中与通信機製作所
- 1960年　株式会社東和製作所
- 1961年　日本ラヂヱーター株式会社（現：カルソニックカンセイ株式会社）
- 1967年　小島プレス工業株式会社
- 1968年　中国化薬株式会社
- 1969年　シンポ工業株式会社（現：日本電産シンポ株式会社）
- 1972年　埼玉鋳造興業株式会社
- 1973年　三輪精機株式会社、埼玉機器株式会社
- 1974年　株式会社堀切バネ製作所、株式会社協同測量所
- 1975年　株式会社武部鉄工所、東海化成工業株式会社、理研鍛造株式会社
- 1976年　小松造機株式会社
- 1978年　中越合金鋳工株式会社
- 1979年　浜名湖電装株式会社
- 1980年　株式会社共和工業所
- 1981年　アイホン株式会社、京三電機株式会社
- 1982年　アイシン化工株式会社、新和工業株式会社
- 1983年　アイシン軽金属株式会社
- 1984年　安城電機株式会社、北陸工業株式会社
- 1985年　株式会社内野工務店（現：内野建設株式会社）、コマニー株式会社、豊容精機株式会社
- 1986年　株式会社三陽電機製作所（現：レシップ株式会社）、日東建設株式会社
- 1989年　株式会社アーレスティ、豊興工業株式会社
- 1991年　辰栄工業株式会社（現：アイシン辰栄株式会社）、新潟凸版印刷株式会社
- 1994年　エィダブリュ工業株式会社、エヌティ―テクノ株式会社、合資会社興立産業社、ダイヤモンド電機株式会社

### デミング賞実施賞事業部賞
出典：  ※1994年まで実施
- 1966年  松下電器産業株式会社（現：パナソニック株式会社）部品事業本部
- 1976年  石川島播磨重工業株式会社（現：株式会社IHI）航空宇宙事業本部
- 1981年  東京重機工業株式会社（現：JUKI株式会社）工業用ミシン本部
- 1985年 日本テキサス・インスツルメンツ株式会社バイポーラ事業部
- 1988年 常磐興産株式会社常磐ハワイアンセンター（現：スパリゾートハワイアンズ）

### デミング賞事業所表彰
出典：  ※2009年まで実施
- 1973年 三菱重工業株式会社神戸造船所
- 1975年 積水化学工業株式会社東京工場
- 1976年  久保田鉄工株式会社（現：株式会社クボタ）内燃機器事業本部内燃機器研究本部、同内燃機器製造本部堺製造所
- 1977年 日本飛行機株式会社厚木製作所
- 1979年 株式会社日本製鋼所広島製作所
- 1980年  株式会社小林コーセー（現：コーセー）生産本部
- 1981年  松下電工株式会社（現：パナソニック株式会社）彦根工場
- 1983年  富士電機製造株式会社（現：富士電機株式会社）松本工場
- 1988年 サントリー株式会社武蔵野ブルワリー
- 1989年  株式会社神戸製鋼所長府北工場、前田製管株式会社本社工場
- 1990年  サントリー株式会社山梨ワイナリー
- 1992年 凸版印刷株式会社エレクトロニクス事業本部第二事業部熊本工場、日産自動車株式会社追浜工場
- 1995年 日産自動車株式会社村山工場
- 1996年 日産自動車株式会社栃木工場
- 2002年  ハイ・テクカーボンGMPD（インド）
- 2003年  グラシム・インダストリーズ株式会社 ビルラ・セルローシック事業所（インド）
- 2007年  リライアンス・インダストリーズ株式会社 ハジラ事業所（インド）